# 선유기음
선유기음(先有氣音, 영어: preaspiration)은 무성 장애음이 끝나기 전의 처음 또는 유기음의 시간이다. ʰp, ʰt, ʰk 등을 말한다. 국제음성알파벳을 사용하여 예음 기호를 표시하려면, 일반 발음 발음 구별 부호 ⟨ʰ⟩를 예음 앞에 배치할 수 있다.

## 같이 보기
- 유기음